# Pfarrkirche St. Stefan an der Gail
Koordinaten: 46° 36′ 58,1″ N, 13° 30′ 59,8″ O

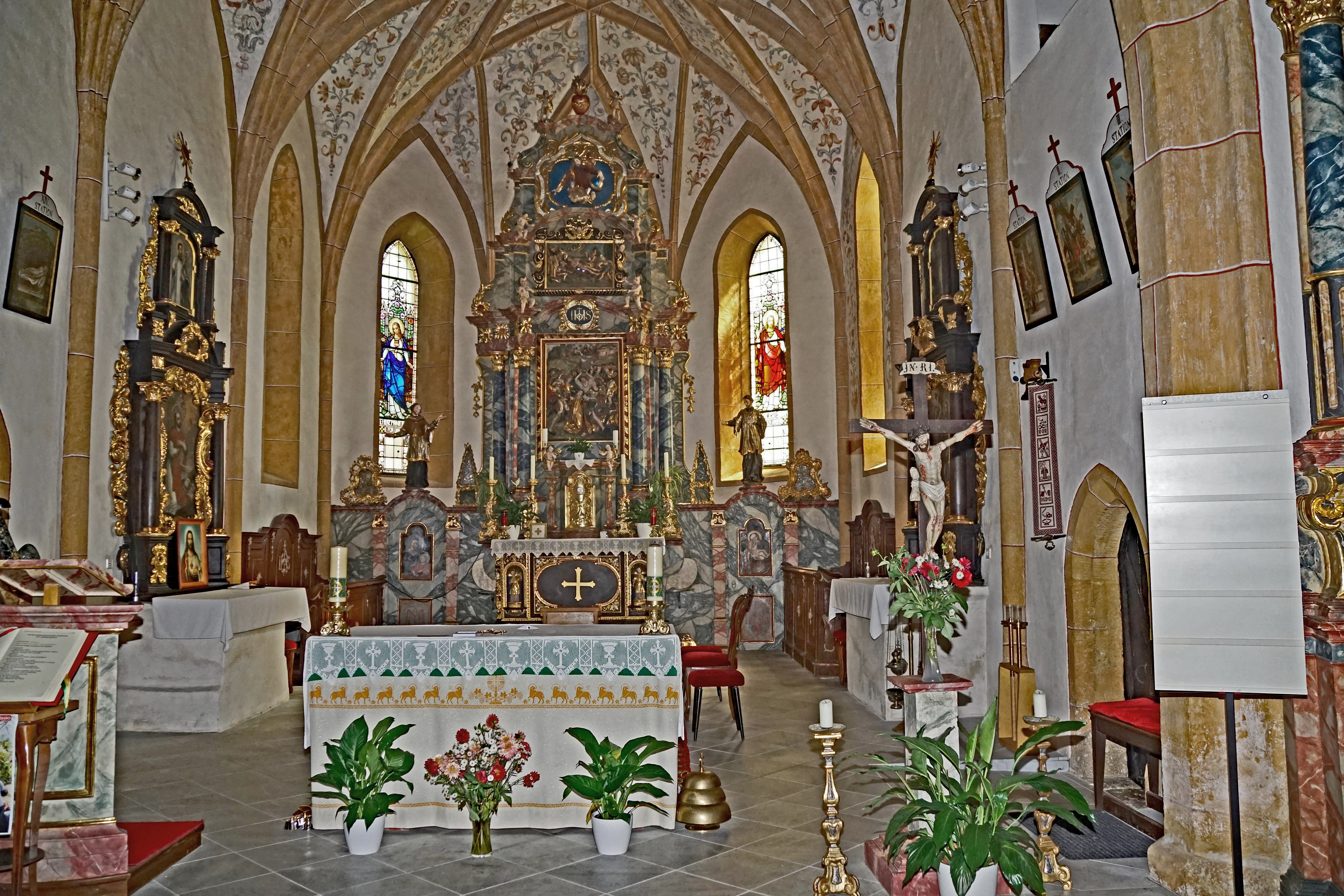
Innenansicht

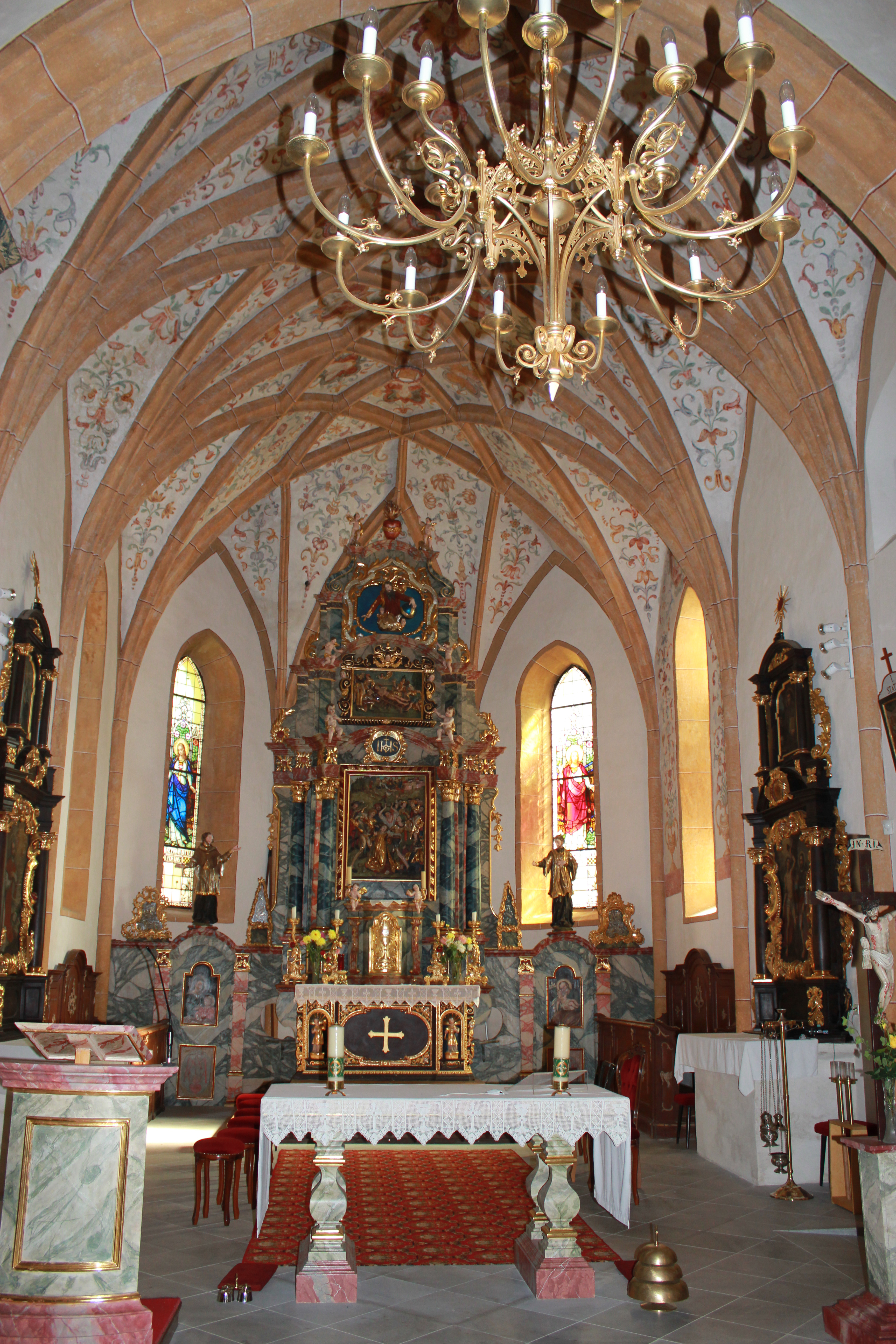
Chor

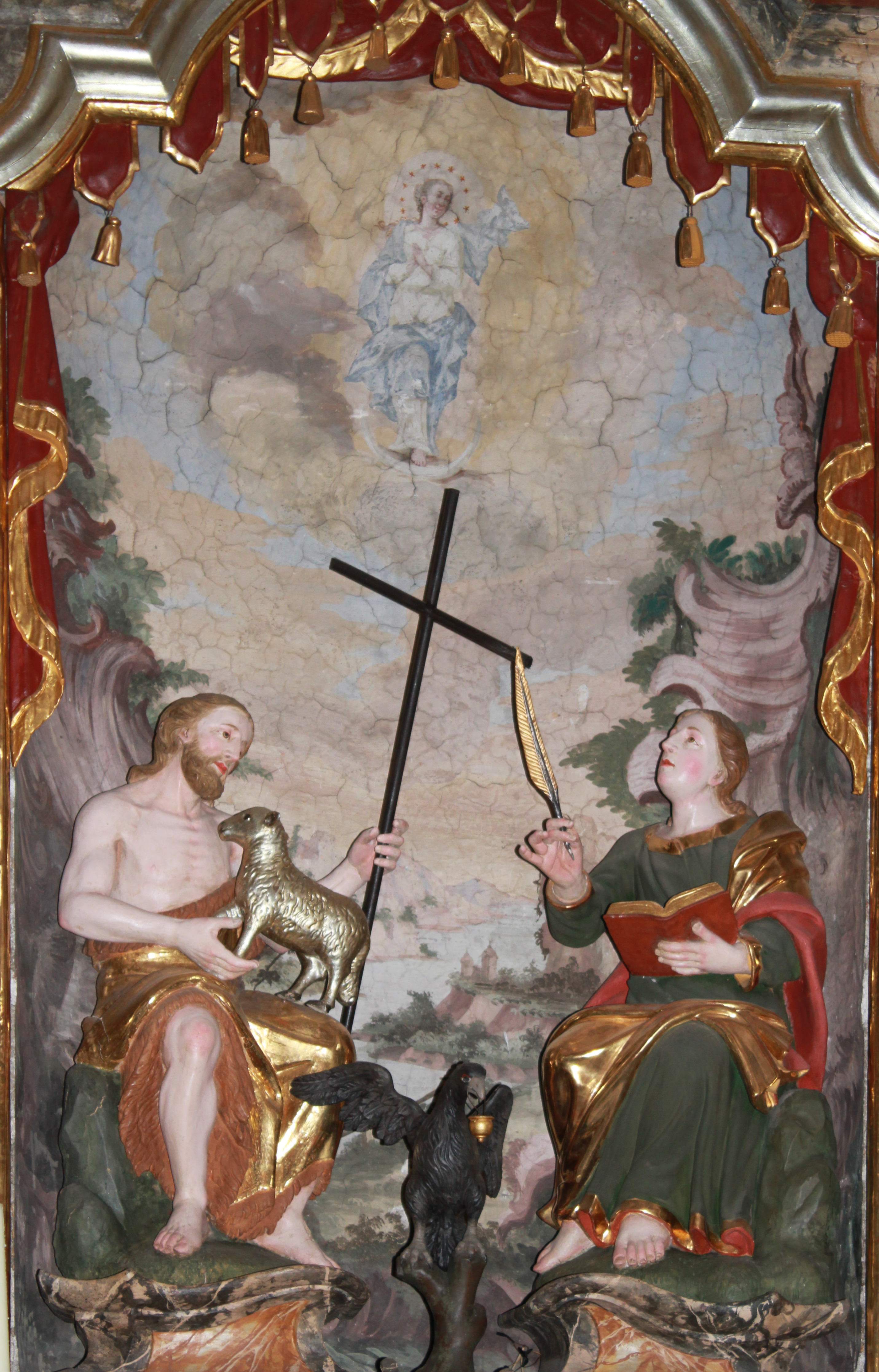
Rechter Seitenaltar: Die beiden Johannes

Die Pfarrkirche St. Stefan an der Gail steht im gleichnamigen Ort auf einer kleinen Anhöhe nördlich der Gail. Der Überlieferung nach soll schon um 800 ein Bischof Theoderich hier eine Eigenkirche erbaut haben. Die erste urkundliche Erwähnung als Pfarre St. Stefan fand 1275 statt. Das Gebäude steht unter Denkmalschutz (Listeneintrag).

## Bauwerk
Der Sakralbau ist eine mittelgroße spätgotische Staffelhallenkirche. Der Turm an der Chornordseite mit Mauerschitzen und spitzbogigen Schallfenstern wird von einem Spitzgiebelhelm bekrönt. Südlich des Chores schließt ein zweigeschoßiger Sakristeianbau mit spätgotischen quadratischen Fenstern an. An der Nord- und der Südseite des Langhauses befindet sich jeweils ein barocker Kapellenanbau. Der Chor wird durch dreikantige Strebepfeiler, die Südseite des Langhauses durch einen einfach abgetreppten Strebepfeiler gestützt. Der am Giebelfeld der Westwand eingemauerte lebensgroße Steinkopf ist entweder keltischen oder mittelalterlichen Ursprungs. An der Langhausnordwand hängt ein um 1600 entstandenes Kruzifix. An der Nord- und der Westseite befinden sich spitzbogig profilierte Portale. Das Westportal wird von einer erneuerten Pfeilervorhalle geschützt und besitzt eine mit reichem Schnitzwerk versehene Türe.
Über dem dreischiffigen, vierjochigen Langhaus erhebt sich ein Netzrippengewölbe mit runden und quadratischen Schlusssteinen über oktogonale Stützen. Die große Empore mit zurückschwingender Mitte und vorschwingenden Seitenteilen nimmt zwei Joche ein und ist im Westjoch zweigeschoßig. Die Gemälde an der Orgelbrüstung aus der Mitte des 18. Jahrhunderts zeigen die Martyrien der Heiligen Stephanus, Laurentius und Barbara sowie die Darstellung der beiden Johannes.
In der Nordwand des östlichen Jochs führt ein spitzbogig gekehlter Zugang in eine Seitenkapelle, deren frühbarockes Gewölbe Stichkappen und ein Stuckkreisfeld aufweisen. An der gegenüber liegenden Seite bildet eine rundbogige Öffnung den Zugang zur querrechteckigen Südkapelle mit abgeschrägten Ecken. In dieser flachgewölbten Kapelle sind die Wände mit Stuckrahmenfelder gegliedert. Ein spitzbogiger gekehlter Triumphbogen verbindet das Langhaus und den dreijochigen Chor mit Dreiachtelschluss. Der Chor ist niedriger als das Langhaus und hat etwa die Breite des Mittelschiffs. Im Chor ruht ein Netzrippengewölbe mit runden bemalten Wappenschlusssteinen auf halbrunden Vorlagen. An der Chornordseite befindet sich das spitzbogig abgefaste Portal zum Turm, an der Chorsüdseite führt ein ebensolches Portal mit spätgotischer eisenbeschlagener Tür in die Sakristei. Darüber befindet sich das segmentbogenförmige Fenster des Oratoriums. Von den fünf Lanzettfenster im Chor hat sich im zweiteiligen mittleren das ursprüngliche Maßwerk erhalten. Die Fenster in den beiden westliche Langhausjochen sind in zwei Geschoßen angeordnet: unten barock rundbogig und oben spitzbogig. Die Nordkapelle besitzt ein Spitzbogenfenster, die Südkapelle barocke Rundbogenfenster. Die Verglasungen der Fenster wurden um 1900 bzw. 1936 erneuert.
Die Gewölbefelder des Chores weisen frühbarocke Rankendekoration auf und zeigen in eingezogenen Vierpassmedaillons die Halbfiguren von Aposteln und anderen Heiligen vom Ende des 15. Jahrhunderts. Am Triumphbogen ist chorseitig ein barockes Jüngstes Gericht zu sehen.

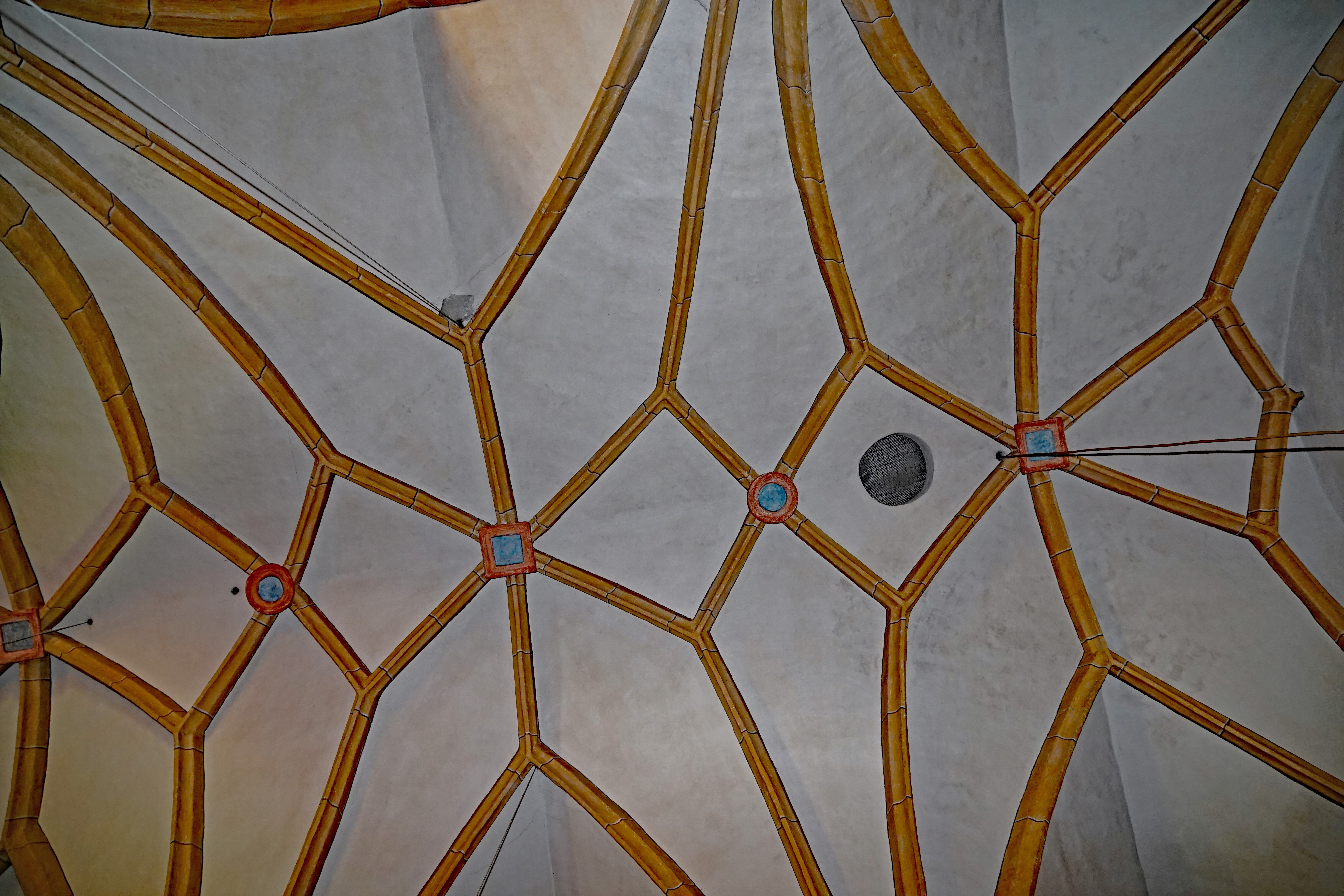
Netzrippengewölbe im Langhaus
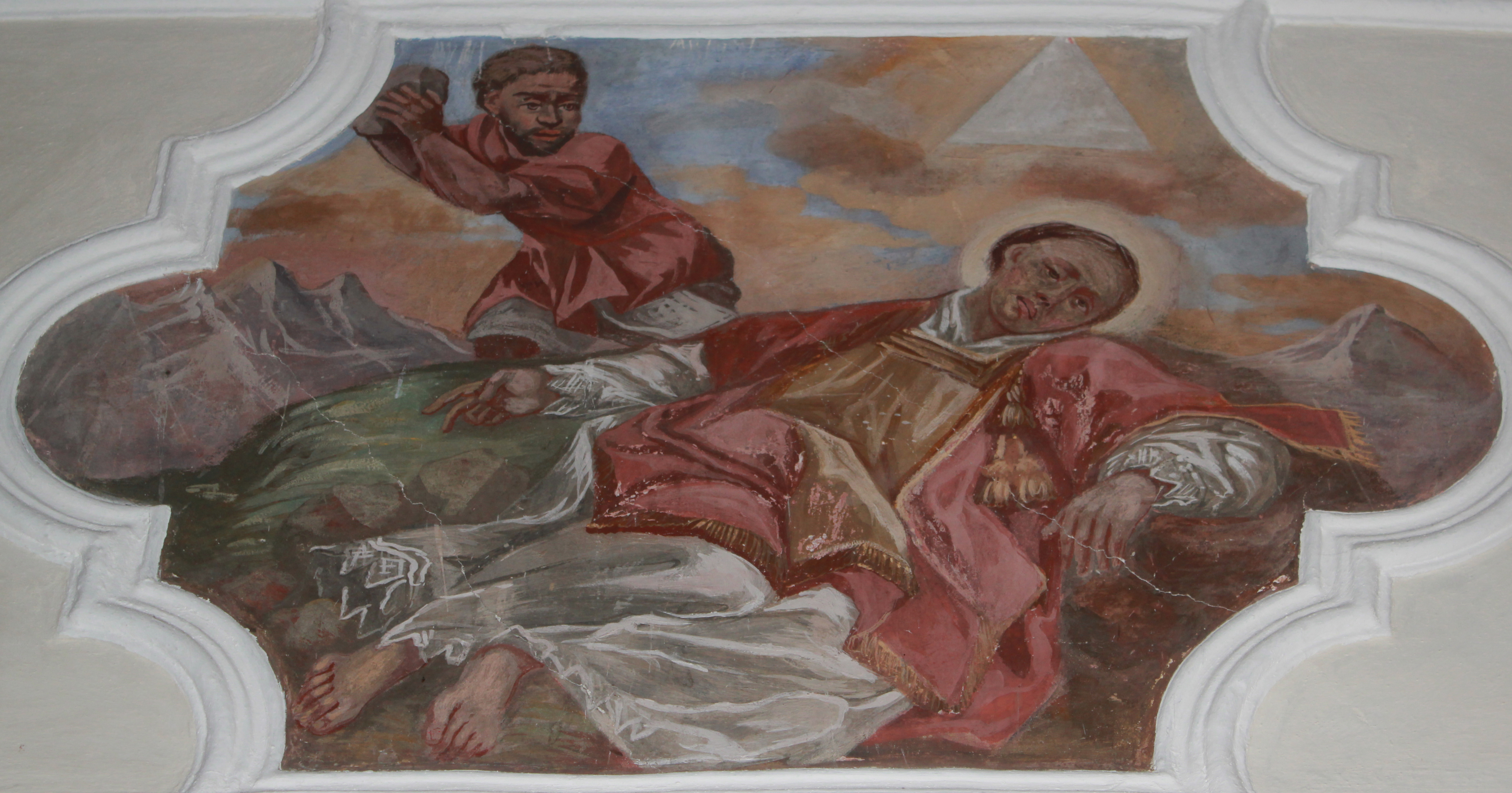
Orgelempore:Steinigung des Stephanus

## Einrichtung
An dem um 1730 gefertigten Hochaltar ist in der Mitte ein Relief mit der Steinigung des heiligen Stephanus und darüber ein Relief mit dem Martyrium des heiligen Laurentius eingearbeitet. Die beiden Reliefs stammen ursprünglich von einem spätgotischen Flügelaltar vom Anfang des 16. Jahrhunderts. Die barocke Schnitzfigur im Aufsatz stellt Gottvater dar. Über den Opfergangsportalen stehen die Statuen der Heiligen Johann Nepomuk und Ignatius von Loyola. Die Opfergangstüren sind mit der Muttergottes und den heiligen Josef bemalt. Auf der Altarmensa stehen vier Rokokoleuchter.
Die Bilder der beiden um 1720 entstandenen Wandaltäre im Chor zeigen links Franz von Assisi und rechts die Pestheiligen Sebastian und Rochus.
Die beiden Seitenaltäre im Langhaus stammen um 1760.
Der linke Seitenaltar ist ein zweisäuliger Ädikula-Altar. Im Schrein steht eine spätgotische, gefasste Schnitzfigur einer Madonna mit Kind, flankiert von den Statuen der Heiligen Joachim und Anna.
Der rechte Seitenaltar ist ein viersäuliger Ädikula-Altar. Im Schrein stehen die Skulpturen der beiden Johannes. Assistenzfiguren sind der hl. Benedikt mit Buch und Krummstab sowie Antonius von Padua. Die Figur im Aufsatz gibt den heiligen Florian wieder, flankiert von den heiligen Agnes und Notburga.
Das Mittelbild des Altars in der Nordkapelle zeigt das Martyrium der heiligen Barbara, das Aufsatzbild die heilige Maria Magdalena.
Der um 1780/1790 errichtete Kreuzaltar in der Südkapelle mit schwerer Säulenarchitektur in grauweißer Marmorierung wird von einem Baldachin bekrönt.
Die Kanzel stammt aus dem ersten Viertel des 18. Jahrhunderts. Die Malereien am Kanzelkorb zeigen die Kirchenväter Augustinus, Gregor und Hieronymus. Die Rückwand bildet ein Gemälde des Letzten Abendmahles. Der Schalldeckel mit der Darstellung eines Posaune blasenden Engels in einer Kartusche wird von einer Monstranz bekrönt.
Zur weiteren Einrichtung gehören Kreuzweg-Gemälde.
In der Südkapelle ist der Wappengrabstein des Cristoff von Aichelburg von 1540 eingemauert.

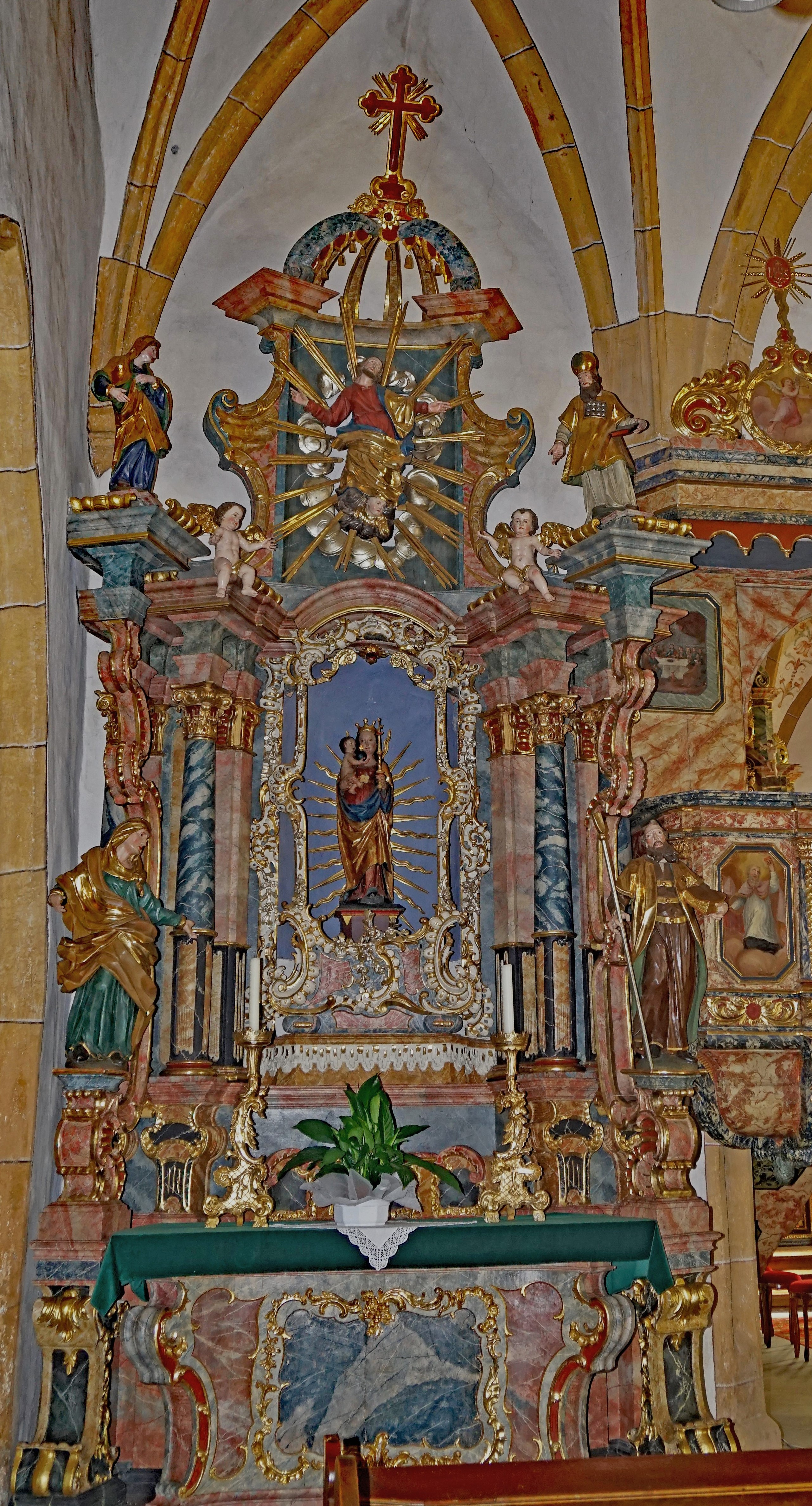
Linker Seitenaltar
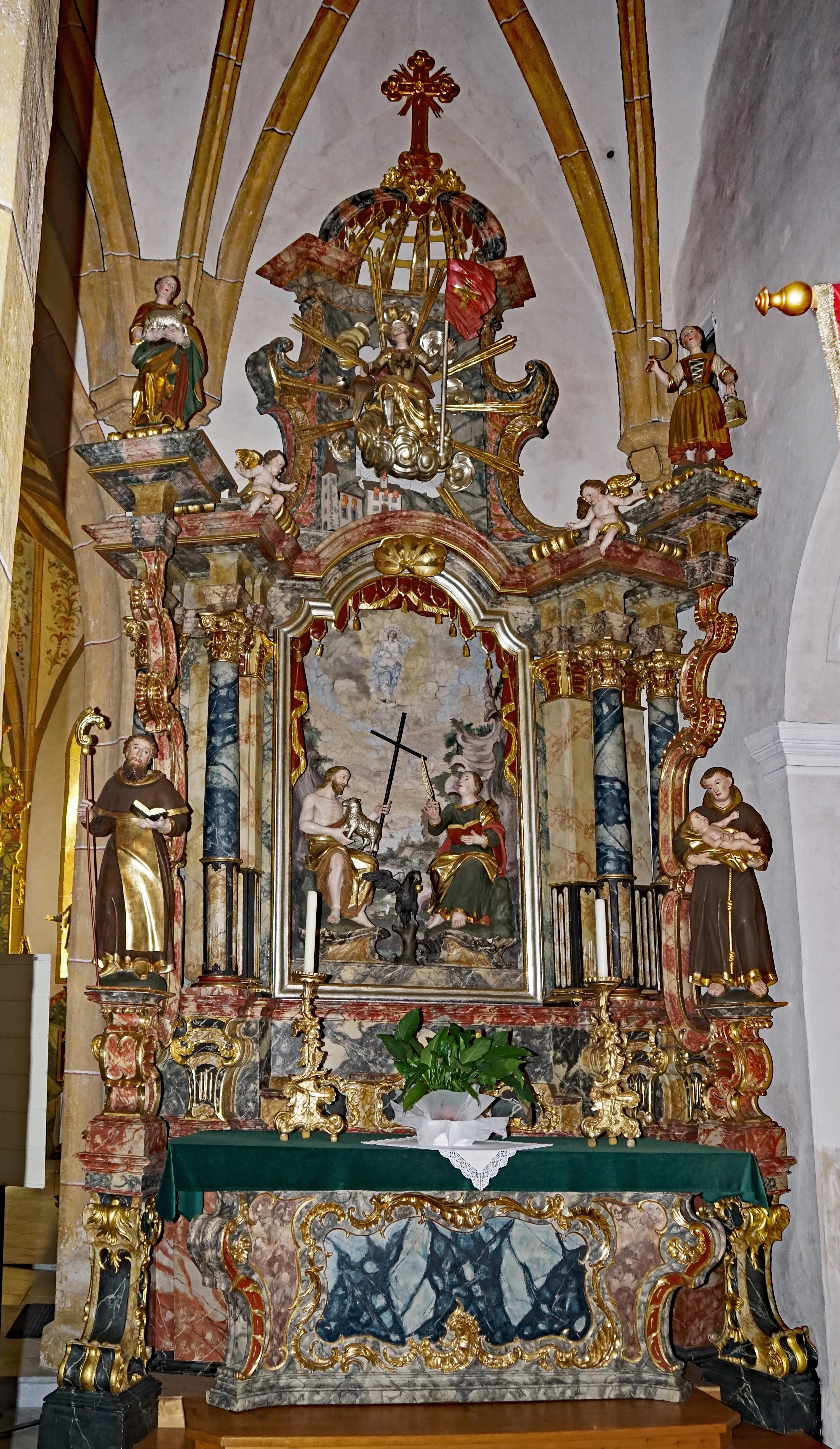
Rechter Seitenaltar, Johannes-Altar
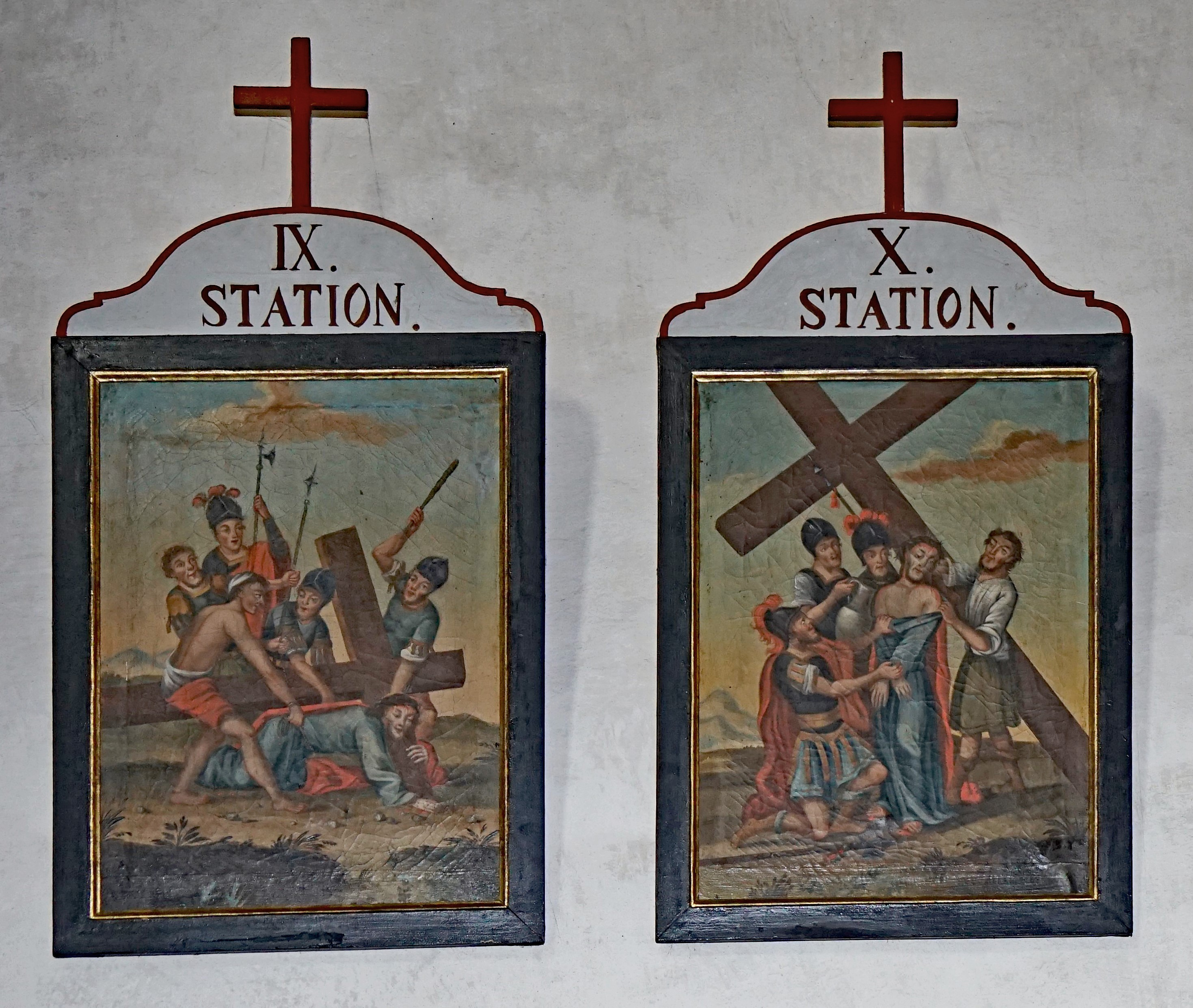
Kreuzweg-Gemälde